# Mulțime conexă
O mulțime este conexă într-un spațiu topologic dacă nu este reuniunea a două mulțimi nevide deschise și disjuncte. Folosind limbajul obișnuit, o mulțime conexă poate fi descrisă ca fiind o mulțime formată dintr-o singură bucată. De exemplu, intervalele de numere reale sunt mulțimi conexe.

## Definiții și caracterizări
Fie (S,d) un spațiu metric.

Se spune despre o mulțime  {\displaystyle A\subset \ } S că este conexă dacă în S nu există două mulțimi deschise D1 și D2 astfel încât
{\displaystyle D_{1}\cap A\neq \emptyset ,D_{2}\cap A\neq \emptyset ,D_{1}\cap D_{2}=\emptyset ,D_{1}\cup D_{2}\supseteq A}
- O mulțime care nu este conexă se numește neconexă. O mulțime deschisă și conexă se numește domeniu.

Dacă o mulțime este conexă într-un spațiu topologic atunci spațiul respectiv este un spațiu topologic conex.

- O multime  {\displaystyle A\subseteq \mathbb {R} } este conexă dacă și numai dacă este interval.
- O mulțime nevidă {\displaystyle A\subseteq S} a unui spațiu metric este conexă dacă și numai dacă orice funcție continuă de forma {\displaystyle f:A\to \{0,1\}} este constantă.

Altfel spus, o mulțime {\displaystyle A} este conexă dacă și numai dacă  {\displaystyle A} nu se poate reprezenta ca reuniunea a două mulțimi deschise relativ la {\displaystyle A}, disjuncte și nevide. Din acest motiv, mulțimile conexe se mai numesc și mulțimi dintr-o singură bucată.

- Aderența oricărei mulțimi conexe este o mulțime conexă.
- Fie Á o familie de mulțimi conexe în (S,d) a cărei intersecție este nevidă. Atunci reuniunea sa este de asemenea o mulțime conexă în (S,d).
- Dacă {\displaystyle x\in S}, atunci clasa de echivalență care îl conține pe x se numește componenta conexă a punctului x și se notează cu Cx.

Evident, dacă (S,d) este un spațiu topologic conex atunci Cx=S pentru orice {\displaystyle x\in S}.
- Fie T o mulțime deschisă în spațiul topologic (S,d). Atunci T este neconvexă dacă și numai dacă există două mulțimi nevide, deschise și disjuncte T1 și T2 cu {\displaystyle T=T_{1}\cup T_{2}}.
- Fie F o mulțime închisă în spațiul topologic (S,d). Atunci F este neconvexă dacă și numai dacă există două mulțimi nevide, disjuncte și închise F1 și F2 cu {\displaystyle F=F_{1}\cup F_{2}}.

## Exemple
- Mulțimea vidă și mulțimile formate dintr-un singur element (singletoanele) sunt conexe în orice spațiu topologic.
- Mulțimea A={0,1} din {\displaystyle \mathbb {R} } nu este conexă deoarece există, de exemplu, mulțimile deschise {\displaystyle D_{1}=(-\infty ,{\frac {1}{2}})} și {\displaystyle D_{2}=({\frac {1}{3}},\infty )} astfel încât

{\displaystyle D_{1}\cap A\neq \emptyset ,D_{2}\cap A\neq \emptyset ,D_{1}\cap D_{2}=\emptyset ,D_{1}\cup D_{2}\supseteq A}.

- Dacă db este topologia banală pe S atunci (S,db) este un spațiu topologic conex.
- Dacă pe {\displaystyle \mathbb {R} } se consideră topologia discretă t0, atunci ({\displaystyle \mathbb {R} }, t0) nu este un spațiu topologic conex.
- Mulțimea (hiperbola)

{\displaystyle H=\{(x,y)\in \mathbb {R} ^{2}:x^{2}-y^{2}=1\}} nu este conexă în ({\displaystyle \mathbb {R} ^{2}}, d) căci mulțimile deschise {\displaystyle D_{1}=\{(x,y)\in \mathbb {R} ^{2}:x>0\}} și {\displaystyle D_{2}=\{(x,y)\in \mathbb {R} ^{2}:x<0\}} au proprietățile 

{\displaystyle (1,0)\in D_{1}\cap H,(-1,0)\in D_{2}\cap H,D_{1}\cap D_{2}=\emptyset ,D_{1}\cup D_{2}\supseteq H}.